# Крушевец
 Тази статия е за селото в България.  За града в Сърбия вижте Крушевац.  
Крушевец е село в Югоизточна България. То се намира в Община Созопол, област Бургас.

## География
Село Крушевец е разположено на северния склон на Босненския рид в Странджа планина. Намира се на главния път Малко Търново - Бургас, на 25 км от Приморско, на 11 км от село Ново Паничарево и 13 км от село Ясна поляна. Разстоянието до областния център Бургас е 30 км.
Землището на селото е предимно хълмисто с надморска височина от 200 до 280 метра. В западния край на Крушевец тече река Изворска (Селската ряка), а на километър източно - река Ропотамо (Церовската ряка).

## История
Едни от първите данни за селото, с тогавашно име Кайряк, датират от 1499 г., когато вследствие на непрестанен тормоз от страна на турците, в него се заселват последните семейства от съседното село Дерекьой. През следващите две столетия селището неколкократно променя местоположението си по различни причини, главната от които е набезите на башибозук.
В началото на XVII век населението надхвърля 400 души, живеещи в над 80 къщи. През 1715 г. жителите успешно отблъскват поредната разбойническа атака, което допълнително озверява нападателите и те превръщат нападенията си в системни. В късната есен на 1721 г. Кайряк е напълно обкръжено от множество организирани турски бандитски групи и въпреки отчаяната съпротива на жителите, след зверско клане и плячкосване, продължили цяла нощ, селото е подпалено от всички страни. Всичко изгаря до основи. Успяват да се спасят само няколко семейства. Местността, където се е намирало унищоженото село е наречена „Калъч юрт“ - заради изкланото население и изгореното селище. Намира се в Крушевското землище (близо до сегашния язовир).
През 1723 - 1724 г. оцелелите семейства от клането (Вълковци, Тодоровци, Тонювци, Чобан Нонювци, Карапиперовци, Стоевци), се заселват на мястото, където и понастоящем се намира село Крушевец.

## Население

### Етнически състав
Преброяване на населението през 2011 г.
Численост и дял на етническите групи според преброяването на населението през 2011 г.:
|                     | Численост |
| Общо                | 840       |
| Българи             | 391       |
| Турци               | 139       |
| Цигани              | 307       |
| Други               | -         |
| Не се самоопределят | -         |
| Неотговорили        | 1         |

## Религии
Православие и ислям.
Първата православна църква в селото е построена през 1820 г.
Мюсюлманското население на Крушевец са пришълци, изселени при строителството на язовирите в Кърджалийско. през 50-те и 60-те години на ХХ век.

## Личности
Родени в Крушевец
- Любен Петков (1939 - 2016), писател
- Руси Петров (р. 1944-2023), световен шампион по борба, бивш кмет на селото

Починали в Крушевец
- Георги Нанкин (1876 - 1957), деец на ВМОРО